# Shaoul Avigour
Shaoul Avigour (שאול אביגור), de son vrai nom Meïrov, né le 22 octobre 1899 à Dvinsk dans le gouvernement de Vitebsk et mort le 29 août 1978 au kibboutz Kinneret en Israël, est un protagoniste de l'Alya en Palestine.

## Biographie
Shaoul Avigour naît à Dvinsk en Russie (à présent Daugavpils en Lettonie) en 1899 et émigre en Palestine à l'âge de 13 ans. Il étudie à l'école Hertzliya de Tel Aviv dans les premières promotions.
En 1920, Avigour rejoint le kibboutz Kinneret et à l'appel de Joseph Trumpeldor, il rejoint les rangs des défenseurs de Tel Haï, parmi lesquels son ami Aharon Sher tombera au combat.

Shaoul Avigour consacre sa vie à la défense du pays, que ce soit au niveau de la protection des implantations, des renseignements et de l'immigration clandestine. Il dirige et organise, depuis l'Europe et pour le compte de la Haganah, le départ des rescapés de la Shoah vers la Palestine. Avigour reste cependant marqué par la disparition de son fils, tombé au combat lors de la Guerre d'Indépendance. C'est à cette époque qu'il écrit à son épouse Sara : 

« Je reste encore en Europe uniquement pour le bien de notre peuple. »

Après la Guerre d'Indépendance, il poursuivra sa carrière au sein du ministère de la Sécurité et rédigera un ouvrage sur l'histoire de la Haganah.
Shaoul Avigour meurt en 1978.